# Heterovalgus mangolensis
Heterovalgus mangolensis är en skalbaggsart som beskrevs av Ricchiardi 1995. Heterovalgus mangolensis ingår i släktet Heterovalgus och familjen Cetoniidae. Inga underarter finns listade i Catalogue of Life.